# Schloss Velden (Neufelden)

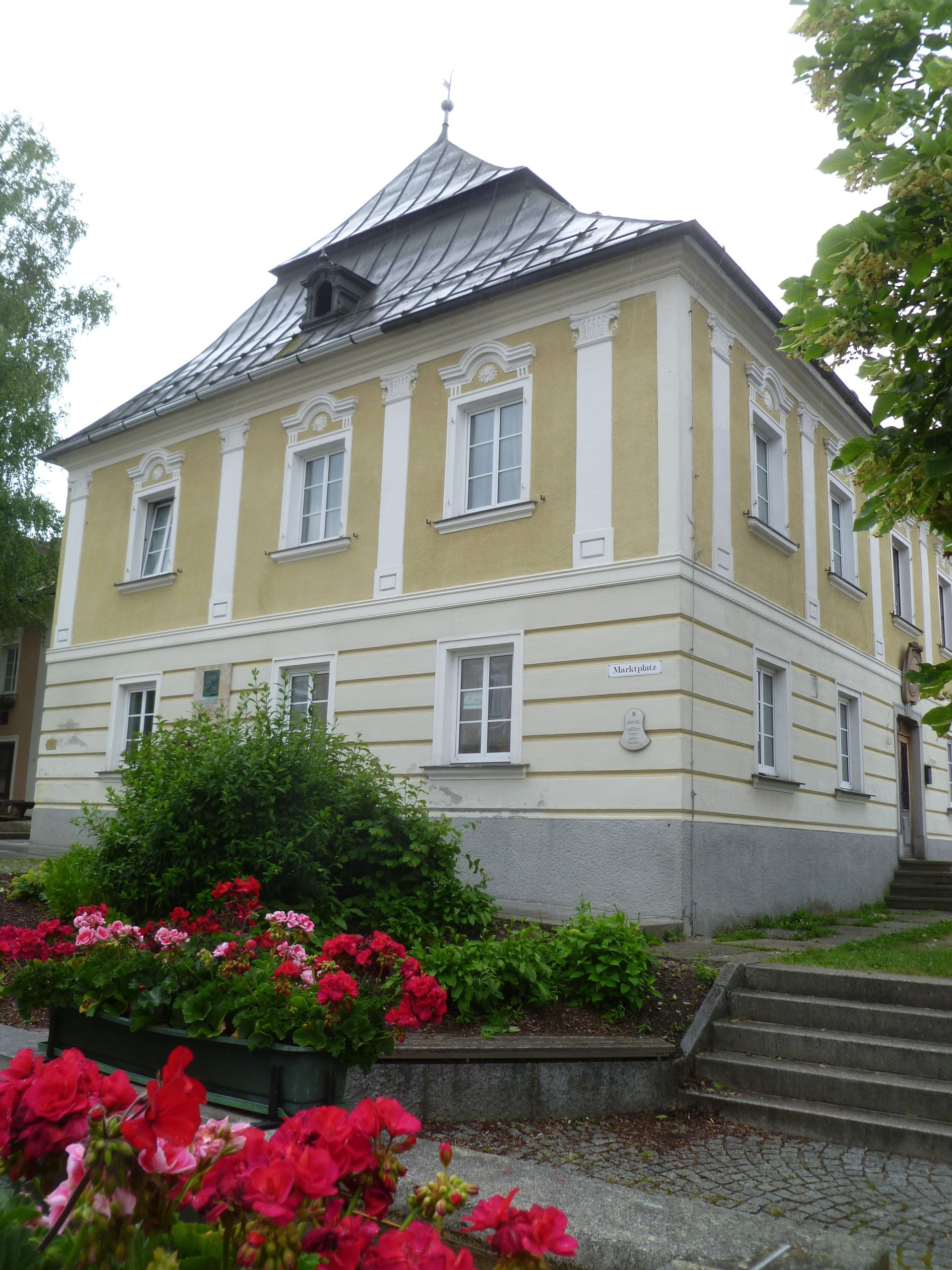
Schloss Velden, Wohntrakt

Das Schloss Velden bzw. die ehemalige Veste Velden liegen in der Gemeinde Neufelden im Bezirk Rohrbach von Oberösterreich. Die heute noch bestehenden Gebäudeteile sind dort am Burggraben 1 bzw. Markt 2 zu finden.

## Geschichte
Die Burg wird 1161 urkundlich erstmals erwähnt, als sie Eigentum der Ritter von Velden war. Um 1206 wird ein Ritter Hans Velden genannt. Helmhart der Rothe wurde 1266 bei einem Einfall der Bayern, die den Ort belagerten, eroberten und anzündeten, erschlagen. Seine Tochter Klithilde war mit Ullo von Blankenberg vermählt. Durch Pfändung kam die Herrschaft Velden dann das Hochstift Passau. 1311 war dort Hans von Kapellen zu finden, der 1337 auch Burg Pürnstein besaß. 1383 und 1388 wurde dort die Veste Velden beurkundet.
Von 1347 bis 1443 waren auf der Burg Pfleger eingesetzt. Zu nennen sind dabei: Chrunrat II. von Tannberg (1347; † 1354), Hertlein Herleinsperger (1391), Peter Schönauer und Ritter Andreas Herleinsperger (1413). Von 1430 bis 1479 war der Besitz an die Herleinsperger verpfändet. Ein Thomas Velden wurde 1501 als Pfarrer von Kirchberg angeführt. Die Herleinsperger lösten 1503 die Herrschaft Velden von Passau ein. Um 1505 kam der Besitz an Hans von Tannberg (aus der Aurolzmünster-Linie). Auf ihn folgte Achaz Prembser. Zur Zeit der Bauernkriege wurde Velden am 19. Mai 1626 von 800 Bauern belagert und verwüstet. In der Veste war der Sitz des passauischen Pflegers und des Pflegegerichts, später war dort ein Gefängnis untergebracht. Die Veste wurde 1699 großteils abgebrochen und 1789 durch ein Bürgerhaus ersetzt.
1789 wurde der Besitz vom Bistum Passau an den Leinenhändler Karl Wöß verkauft, der das heutige Gebäude errichtete. Weitere Besitzer waren Franz Zwiermiza, Josef Karl Peßler (1810), Gabriel Kobelmüller (1825), Anton Löffler (1826) und die Familie Weilnböck (1829 bis 1900). Seit 1926 ist das Schloss im Besitz der Bierbrauerfamilie Scherrer.

## Schloss Velden heute
Von dem Schloss ist der 1789 errichtete Wohntrakt erhalten. Im Südwesten (Burggraben) befinden sich Reste eines spätmittelalterlichen Turms und der Ummauerung. Dort waren Wirtschaftsgebäude untergebracht.
Im Zweiten Weltkrieg wurde das Gebäude beschädigt. Nach dem Krieg (1950) wurde das Haus renoviert und als Hotel genutzt (Hotel Scherrer). In den 80er Jahren des vorigen Jahrhunderts erfolgte eine neuerliche Renovierung. Heute wird das Gebäude als Mietshaus genutzt. Das zweigeschoßige Haupthaus besitzt ein Mansarddach sowie eine spätbarocke Fassade. Auf der Marktseite befindet sich eine Gedenktafel, die an einen Besuch des oberösterreichischen Komponisten Anton Bruckner am 16. September 1890 erinnert.

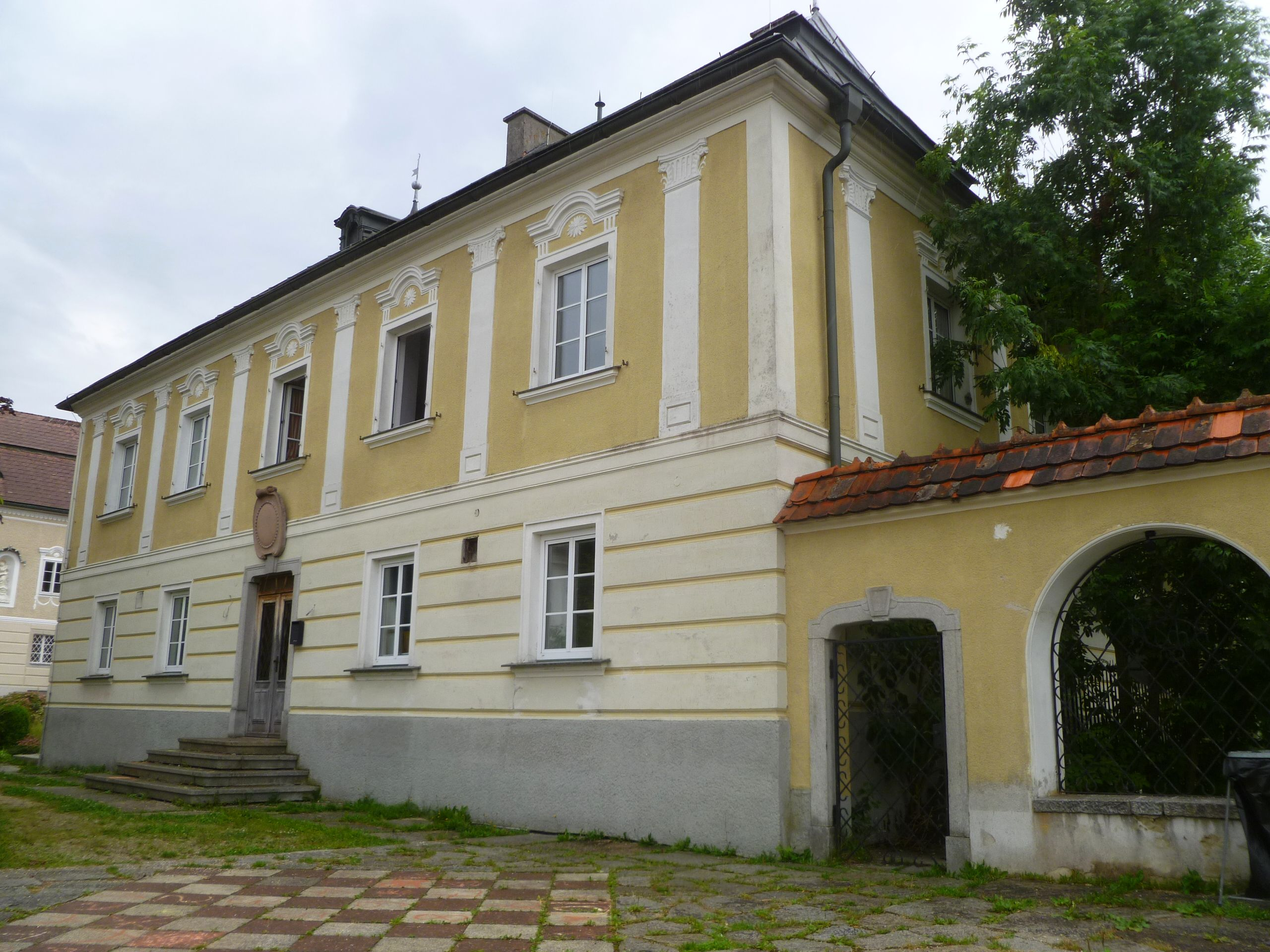
Seitenansicht
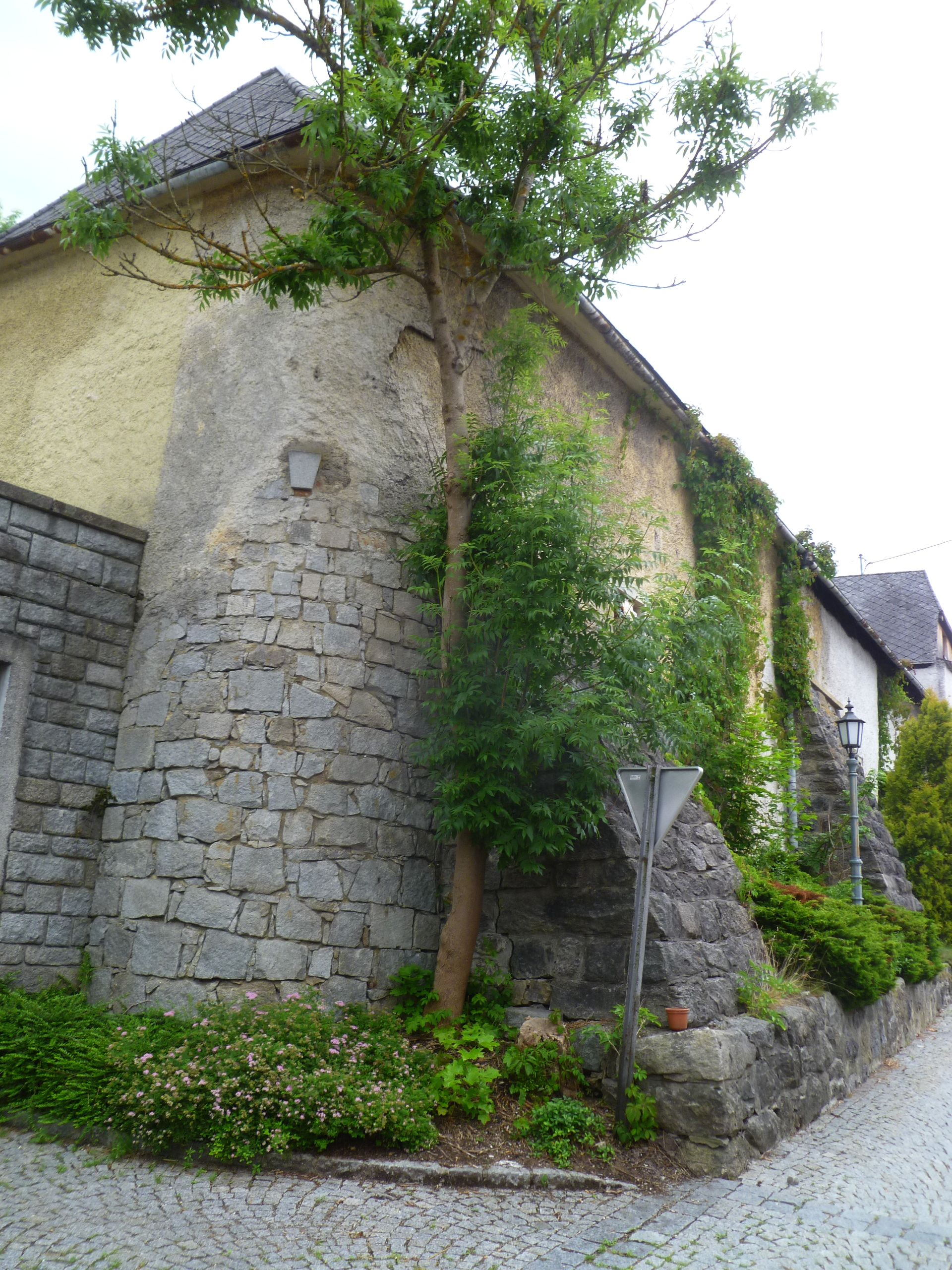
Mittelalterliche Mauer
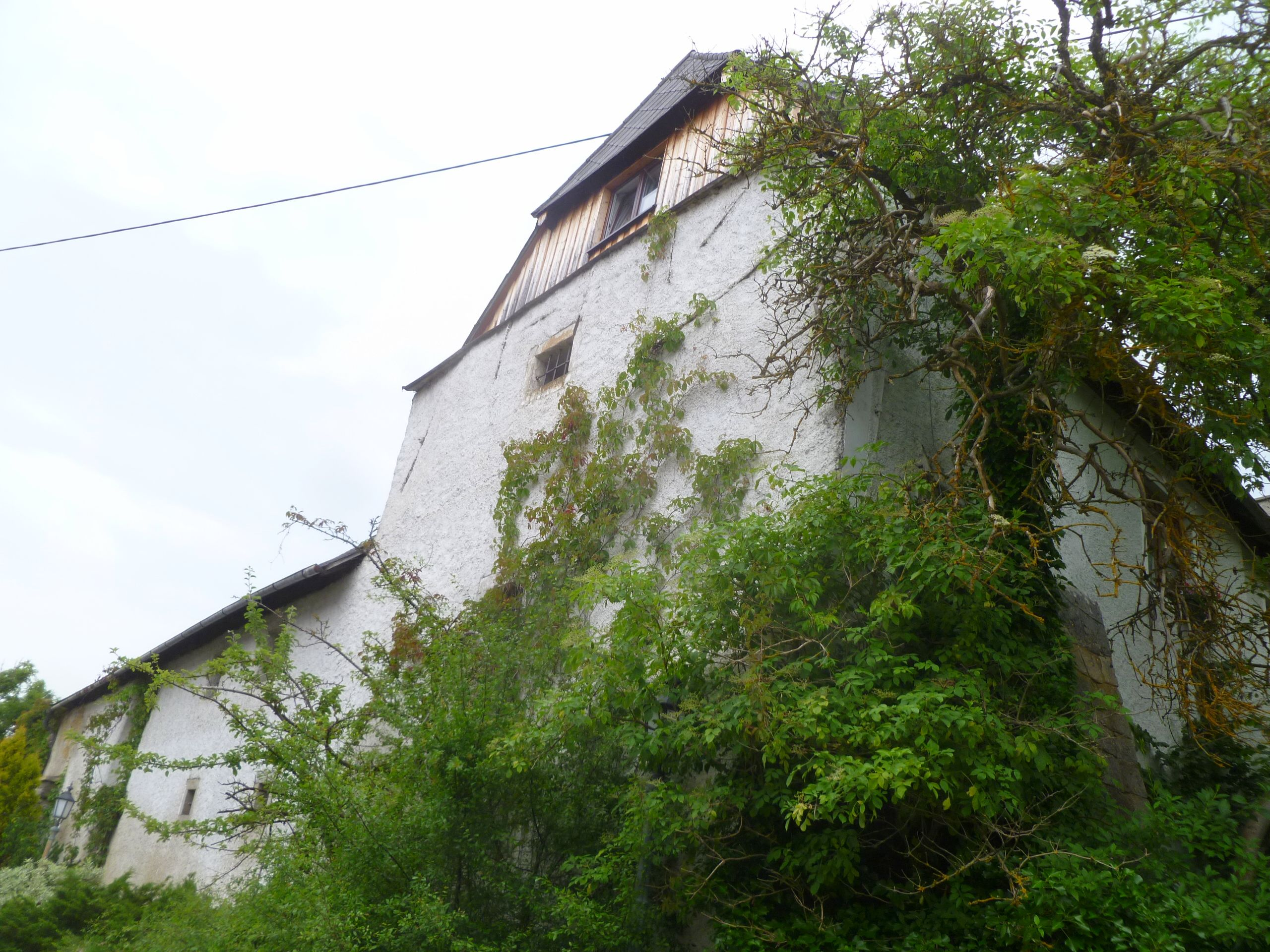
Spätmittelalterlicher Turm
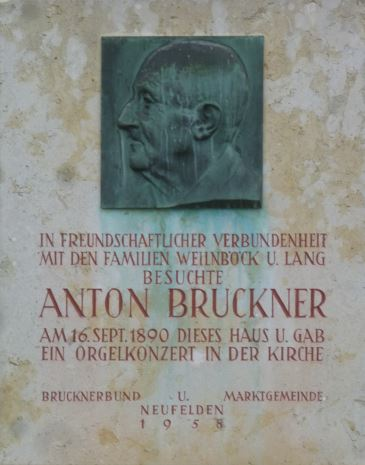
Gedenktafel für Anton Bruckner